# Saint-Séverin (Quebec)
Saint-Séverin es un municipio parroquial canadiense situado en la provincia de Quebec.

## Superficie
Saint-Séverin tiene una superficie de 61,65 km².

## Demografía
En 2021, tenía 812 habitantes, una densidad poblacional de 13,2 hab./km², y 396 viviendas.